# Olena Starikova
Olena Starikova (22 april 1996) is een Oekraïens baanwielrenster. Ze is gespecialiseerd in de sprintonderdelen: de sprint, teamsprint, keirin en 500 m tijdrit. Starikova won in 2019 een zilveren medaille tijdens de wereldkampioenschappen baanwielrennen op de 500 m tijdrit. In 2020 won ze goud op de keirin.
In augustus 2021 won ze zilver op het onderdeel sprint namens Oekraïne op de Velodroom van Izu tijdens de Olympische Zomerspelen 2020 in Tokio.

## Belangrijkste uitslagen
| Jaar        | OK                                          | EK                           | WK           | Overige                       |            |
| Als junior  | Als junior                                  | Als junior                   | Als junior   | Als junior                    | Als junior |
| ----------- | ------------------------------------------- | ---------------------------- | ------------ | ----------------------------- | ---------- |
| 2014        |                                             | 500m tijdrit                 |              |                               |            |
| Als belofte |                                             |                              |              |                               |            |
| 2017        |                                             | sprint · 500m tijdrit        |              |                               |            |
| Als elite   |                                             |                              |              |                               |            |
| 2013        | 500m tijdrit                                |                              |              |                               |            |
| 2014        | 500m tijdrit · scratch · sprint             |                              |              |                               |            |
| 2015        | teamsprint · sprint · 500m tijdrit          |                              |              |                               |            |
| 2016        | sprint · 500m tijdrit · keirin              |                              |              |                               |            |
| 2017        | 500m tijdrit · sprint · keirin              |                              |              | WB Santiago: teamsprint       |            |
| 2018        | sprint · keirin · 500m tijdrit · teamsprint | teamsprint · 500m tijdrit    |              | WB Berlijn: 500m tijdrit      |            |
| 2019        | sprint · 500m tijdrit · teamsprint          | sprint · 500m tijdrit        | 500m tijdrit | Europese Spelen: 500m tijdrit |            |
| 2020        |                                             | keirin · teamsprint · sprint |              |                               |            |
| 2021        |                                             |                              |              | Olympische Spelen: sprint     |            |